# 格里高利·賈維斯
格里高利·賈維斯（英語：Gregory Jarvis，1944年8月24日—1986年1月28日）是一位美國宇航员，在1986年1月28日的挑戰者號太空梭爆炸事件中殉職。

## 教育
賈維斯於 1962 年畢業於紐約州莫霍克的莫霍克中央高中（後更名為格雷戈里·賈維斯高中，最終成為格雷戈里·賈維斯中學以紀念他）。他獲得了理學學士學位 1967年在紐約州立大學水牛城分校獲得電氣工程理學學士學位，1969年在東北大學獲得同一學科的理學碩士學位。  賈維斯同年加入美國空軍，一直服役到 1973 年，當時他以上尉的身份名譽退伍 。 此後，賈維斯在休斯飛機公司工作。

## 挑戰者號航天飛機災難
1984 年 6 月，賈維斯是休斯飛機公司兩名被選為美國太空梭計劃候選人的員工之一。  他計劃進行有關失重對流體影響的實驗。 賈維斯原定於 1985 年 4 月進行他的航天飛機飛行，但他在那次飛行中的位置被美國參議員傑克·加恩取代。 賈維斯的航班被重新安排在 1986 年 1 月上旬，但他再次被替換——這次是美国众议員比爾·尼爾森。
賈維斯是 STS-51-L 的載荷專家 2，STS-51-L 於 1986 年 1 月 28 日東部標準時間 11:38:00 從佛羅里達州肯尼迪航天中心發射升空。挑戰者號軌道飛行器上的機組人員包括指揮官迪克·斯科比、飛行員迈克尔·约翰·史密斯（美國海軍）、任務專家罗纳德·麦克内尔博士、鬼塚承次 (Ellison Onizuka) 中校（美國空軍）、朱迪斯·蕾斯尼克博士，以及載荷專家克里斯塔·麦考利芙。 當挑戰者號在發射過程中解體時，整個STS-51-L機組人員全部遇難。
在海底的船員甲板上發現了挑戰者號災難中所有七名宇航員的遺體。 賈維斯的屍體與麦克内尔的和麥考利夫的一起在中層甲板下部被發現。 在從海底打撈船員甲板的打撈行動中，賈維斯的屍體從挑戰者號殘骸中逃脫，漂浮到水面，然後消失在海中。 1986 年 4 月 15 日，在最後一次預定的回收殘骸的嘗試中，它被重新發現並送回岸上。賈維斯被火化，他的骨灰撒在太平洋。

## 獎項與榮譽

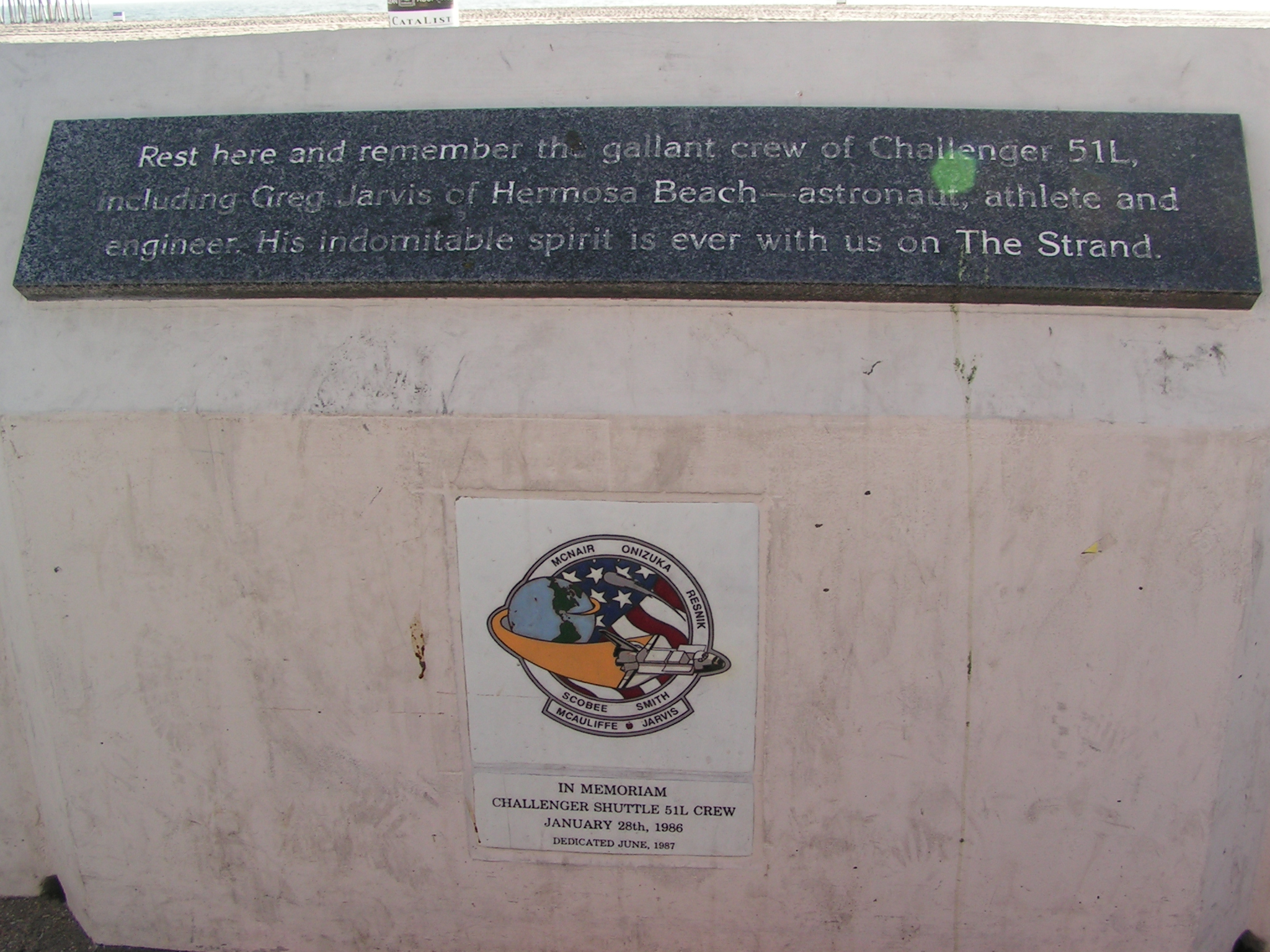
赫莫薩海灘紀念館

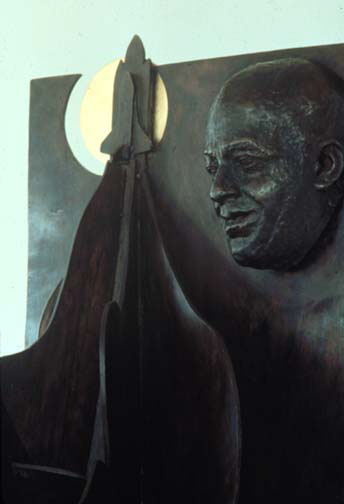
托尼·帕特森的“賈維斯紀念館”雕塑細節

賈維斯去世後，紐約州立大學水牛城分校 (SUNY) 北校區的東工程大樓更名為賈維斯館。 1986年春天，當大學還沒有為紀念他的建築命名時，四名大學生爬上了大樓，在大樓的一側釘了一個名為“賈維斯大廳”的牌子，以示對這位已故宇航員的支持。 1987 年，該名稱在落成儀式上正式公佈。 賈維斯大廳主要致力於航空太空工程學和工程支持服務。
位於紐約州莫霍克的莫霍克中央高中更名為格里高利·賈維斯高中 (Gregory B. Jarvis Jr/Sr) 。 現在是中央山谷中央學區的格雷戈里·B·賈維斯中學。
紐約州立大學布法羅分校名譽退休教員托尼·帕特森創作的名為“賈維斯紀念館”的雕塑是由紐約州立大學水牛城分校 委託製作的，以紀念賈維斯，目前在紐約州立大學布法羅分校藝術收藏中。
賈維斯在 1990 年的電視電影《挑戰者號》中由理查德·詹金斯飾演。
2004 年，賈維斯被追授國會太空榮譽勳章。
紐約州欣克利湖上的水力發電大壩由紐約電力局運營，被命名為格雷戈里·B·賈維斯大壩。